# Västmanlands län
Västmanlands län (provincie Västmanland) is een provincie in het midden van Zweden. Ze grenst aan de provincies Södermanlands län, Örebro län, Dalarnas län en Uppsala län. De hoofdstad is Västerås.
De oppervlakte van de provincie bedraagt 6302 km², wat 1,2% van de totale oppervlakte van Zweden is. Er woonden in 2021 278.608 inwoners.

## Gemeenten
In Västmanlands län liggen de volgende gemeenten:
| - Arboga - Fagersta - Hallstahammar - Köping - Kungsör | - Norberg - Sala - Skinnskatteberg - Surahammar - Västerås |

## Bestuur
Västmanlands län heeft, zoals alle Zweedse provincies, een meerduidig bestuur. Binnen de provincie vertegenwoordigt de landshövding de landelijke overheid. Deze heeft een eigen ambtelijk apparaat, de länsstyrelse. Daarnaast bestaat de landsting, dat feitelijk een eigen orgaan is naast het län, en dat een democratisch bestuur, de landstingsfullmäktige, heeft dat om de vier jaar wordt gekozen.

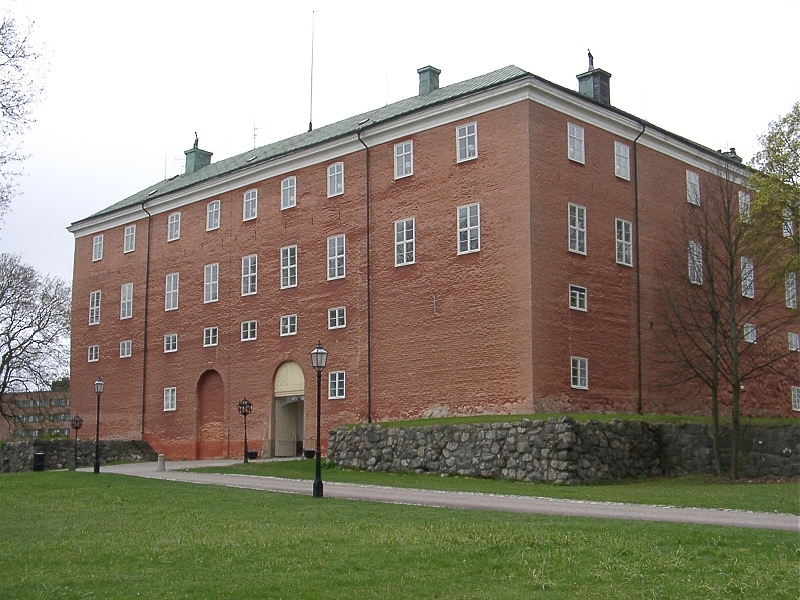
Het Slot van Västerås, deels ook residentie van de landshövding

### Landshövding
De vertegenwoordiger van de rijksoverheid in Västmanlands län is sinds 1 februari 2016 Minoo Akhtarzand, die eerder landshövding was in Jönköpings län.

### Landsting
De Landsting, formeel Västmanlands län landsting, wordt bestuurd door de landstingsfullmäktige die sinds 2006 uit 77 leden bestaat. Door de landstingfullmäktige wordt een dagelijks bestuur, de landstingsstyrelsen, gekozen. Hierin heeft de meerderheid, bestaande uit de Arbeiderspartij, de Centrumpartij en de Liberalen, 8 leden en de oppositie 7 leden.
Bij de laatste verkiezingen, in 2018, was de zetelverdeling in de landstingsfullmäktige:
- Vänster (V): 6 zetels
- Arbeiderspartij (S): 27 zetels
- Sverigedemokraterna (SD): 12 zetels
- Centrum (C): 5 zetels
- Liberalerna (L): 6 zetels
- Christendemocraten (KD): 5 zetels
- Moderaterna (M): 16 zetels